# Stenodactylus sthenodactylus
Espèce
Synonymes
- Ascalabotes sthenodactylus Lichtenstein, 1823
- Stenodactylus elegans Fitzinger, 1826
- Trapelus savignyi Audouin, 1827
- Stenodactylus guttatus Cuvier, 1829
- Tolarenta wilkinsonii Gray, 1842
- Stenodactylus hirouxi Doumergue, 1899
- Stenodactylus stenodactylus zavattari Scortecci, 1943
- Garzoniella longipes Perret, 1976

Stenodactylus sthenodactylus est une espèce de geckos de la famille des Gekkonidae.

## Répartition
Cette espèce se rencontre au Mali, en Mauritanie, au Maroc, en Algérie, en Tunisie, en Libye, au Soudan, au Soudan du Sud, en Érythrée, en Éthiopie, au Kenya, en Égypte, en Israël, en Jordanie, en Syrie et en Arabie saoudite.

## Description
Stenodactylus sthenodactylus mesure jusqu'à 57 mm, queue non comprise. C'est un insectivore nocturne. Sa tête est relativement grosse, avec de grands yeux à pupilles verticales. Sa queue est assez courte et ses membres sont modestes, près du corps, avec des doigts très fins. Sa face dorsale est de couleur orange, jaune, sable, beige et brun, sous forme de petites taches contrastées sur tout le corps. L'extrémité de ses membres est en général plus claire et sa queue présente souvent des bandes transversales sombres et claires.
Les mâles ont des hémipénis bien visibles à la base de la queue.

## Taxinomie
La sous-espèce Stenodactylus sthenodactylus mauritanicus a été élevée au rang d'espèce.

## Reproduction
Une baisse de température en hiver stimule la reproduction, qui a lieu au début de l'année. Il faut fournir un complément de calcium aux femelles durant la période de ponte.
Les œufs sont déposés dans le sable, dans un endroit chaud. Attention, ceux-ci sont relativement fragiles. Prendre des précautions en les manipulant.
L'incubation se fait à environ 28-30 °C. Il semble que de bons résultats soient obtenus en effectuant l'incubation avec une hygrométrie un peu plus élevée.
Les petits peuvent facilement être carencés. Prévoir des compléments (calcium au minimum) durant la croissance. Et ils peuvent avoir un terrarium provisoire de 30x30x30 et peuvent recevoir une alimentation composé de micro grillions ou de drosophiles.

## Taxinomie
Le h dans le nom de l'espèce est dû à une erreur de typographie lors de la description originale de cet animal, et la graphie est restée depuis.

## En captivité
Cette espèce se rencontre en terrariophilie.

## Publication originale
- Lichtenstein, 1823 : Verzeichniss der Doubletten des Zoologischen Museums der Königlichen Friedrich-Wilhelm-Universität zu Berlin nebst Beschreibung vieler bisher unbekannter Arten von Säugethieren, Vögeln, Amphibien und Fischen. Königlich Preussische Akademie der Wissenschaften, Berlin, p. 1-118 (texte intégral).